# Drosophila chaetocephala
Drosophila chaetocephala är en tvåvingeart som beskrevs av Elmo Hardy och Kaneshiro 1979. Drosophila chaetocephala ingår i släktet Drosophila och familjen daggflugor.
Artens utbredningsområde är Hawaii.